# Saaremaa
Saaremaa (svédül és németül Ösel, finnül Saarenmaa) Észtország legnagyobb szigete, területe 2673 km². Közigazgatásilag a vele azonos nevű Saaremaa megyéhez tartozik több kisebb szigettel együtt.
A sziget a Balti-tengeren fekszik, teljes lakossága megközelítőleg 40 000 fő, a sziget fővárosában, Kuressaare városában 16 000-en laknak. A sziget egy töltésúttal csatlakozik Muhu szigetéhez.

## Saaremaa története
Leletek tanúsága szerint kb. 5000 éve lakott. A Skandináv sagák Eysysla néven említik. Ezen a szigeten laktak az észt kalózok, akiket keleti vikingeknek is neveztek. 1227-ben a Lív Kardtestvérek rendje meghódította, de az ellenállás melegágya maradt. Amikor a rendet 1236-ban legyőzték a Saulei csatában, a sziget népe fellázadt – e lázadás végül egy egyezség megkötésével zárult. 1560-ban a szigetet Dánia megvette, majd 1645-ben átengedte Svédországnak. 1721-ben Oroszország része lett, mely a fennhatósága alá tartozó Észtországhoz csatolta.
Németország a világháborúk során 1917-ben, és 1941-ben is elfoglalta. 1944-ben a Szovjetunió bekebelezte, majd 1991-ben a független Észtország része lett.

## Érdekességek
- A szigeten lévő Kaali-krátercsoport egy kb. 4000 éve történt, a hirosimai atombombánál nagyobb erejű meteoritbecsapódás nyomait őrzi.
- Ha Európa közepét a legszélső pontjai alapján határozzuk meg, akkor az a szigetre kerül, Mätasselja közelébe.

## Saaremaa közlekedése
A sziget megközelíthető kompokkal:
- Virtsuból Muhu szigetén át
- Ventspilsből Lettországból

Kuressaare repülőteréről járatok indulnak Tallinnba, illetve szezonálisan Pärnu, Stockholm, és Helsinki felé.
A kontinens felé egy alagutat terveztek, egyes elképzelések szerint ez már 2014-ig megépült volna.

## Saaremaa híres szülöttei
- Fabian Gottlieb von Bellingshausen (1778–1852), tengerész felfedező
- Carl Wilhelm Freundlich, (1803–1872), író
- Eugen Dücker (1841–1916), festő
- Johannes Aavik (1880–1973), nyelvtudós és író
- Louis Kahn (1901–1974), építész
- Dorothea Kreß (1924–2018), német sportoló
- Ott Tänak (* 1987), raliversenyző